# 教職員組合
教職員組合（きょうしょくいんくみあい）とは、広い意味では学校の教職員によって組織される組合組織をいうが、通常教職員組合といえば教職員による労働組合または職員団体のことをいう。

## 日本の教職員組合の要件
国立学校、私立学校における教職員組合は労働組合法（昭和24年法律第174号）に基づいて設立された労働組合であり、公立学校等における教職員組合は地方公務員法（昭和25年法律第261号）、教育公務員特例法（昭和25年法律第1号）などに基づき設立された職員団体である。

### 主な団体
- 日本教職員組合（日教組）
- 全日本教職員組合（全教）
- 全日本教職員連盟（全日教連）
- 日本高等学校教職員組合（日高教）
- 日本国公立大学高専教職員組合（日大教）事実上活動停止
- 全国大学高専教職員組合（全大教）
- 全国公立大学教職員組合連合会（公大連）
- 日本私立学校教職員組合
- 全国私立学校教職員組合連合（全国私教連）
- 日本私立大学教職員組合連合（日本私大教連）
- 日本教師会
- 全国学校労働者組合連絡会（独立組合）